# Віреон гірський
Віреон гірський (Vireo osburni) — вид горобцеподібних птахів родини віреонових (Vireonidae).

## Поширення
Ендемік Ямайки. Мешкає у вологих вапнякових гірських лісах на північному заході острова, таких як Національний парк Блу-Маунтінс і Джон Кроу, Кокпіт Кантрі та гора Діабло. Його природні місця проживання — це субтропічні або тропічні вологі низовинні ліси, субтропічні або тропічні вологі гірські ліси, плантації та сильно деградовані колишні ліси.